# Іштван Брокгаузер
Іштван Брокгаузер (угор. Brockhauser István, нар. 3 травня 1964, Будапешт, Угорщина) — колишній угорський футболіст, воротар.

## Національна збірна Угорщини з футболу
Брокгаузер захищав кольори національної збірної  Угорщини з 1990 по 1992 рр. Дебютував під керівництвом Калмана Месьоі в товариській зустрічі проти команди США 20 березня 1990 року в Будапешті, угорська збірна здобула перемогу з рахунком 2-0.

## Досягнення
- Чемпіон Угорщини (2): 1990, 1993
- Володар Кубка Угорщини (2): 1992, 1996
- Чемпіон Бельгії (2): 1999, 2002
- Володар Кубка Бельгії (2): 1998, 2000